# جون كيلي (لاعب كريكت)
جون كيلي (19 مارس 1922 في المملكة المتحدة - 13 نوفمبر 1979 في المملكة المتحدة)  (بالإنجليزية: John Kelly)‏ هو لاعب كريكت بريطاني وبريطاني (وحمل سابقاً جنسية المملكة المتحدة لبريطانيا العظمى وأيرلندا). لعب مع نادي مقاطعة ديربيشاير للكريكت ‏ ونادي مقاطعة لانكشر للكريكت ‏.